# 林肯縣 (西維吉尼亞州)
林肯縣（英語：Lincoln County）是美国西維吉尼亞州西南部的一個縣，面積1,136平方公里。根據2020年美國人口普查，共有人口20,463人。縣治漢林（Hamlin）。該縣成立於1867年2月23日，縣名紀念第十六任美国总统亚伯拉罕·林肯。